# 林紀妏
林紀妏（1983年8月19日—）為臺灣籃球教練、前運動員，生於嘉義市，籍貫雲林縣，來自嘉義國中、芳和國中、金甌女中以及臺北市立體育學院。2015年9月接掌金甌女中兵符。2018年1月接下台電女籃兵符，球員生涯最終賽季場均可挹注12.4分、7.9籃板、1.4阻攻。2020年5月拿下執教台電女籃首勝。2020年9月卸下台電女籃兵符。2021年9月接下印尼女籃兵符。2023年7月因家庭因素確定離開印尼女籃。

## 外部連結
- 林紀妏在fiba.basketball（英语）
- 林紀妏在fiba.basketball（英语）
- 林紀妏在fiba.basketball（英语）
- 林紀妏在archive.fiba.com（存檔）（英语）
- 林紀妏在archive.fiba.com（存檔）（英语）
- 林紀妏在archive.fiba.com（存檔）（英语）
- 林紀妏在fiba3x3.com（英语）
- 林紀妏在Eurobasket.com（球員）（英语）
- 林紀妏在Proballers（英语）